# プランゼージャパン
プランゼージャパン（ぷらんぜーじゃぱん、PLANSEE Japan Ltd.）は、オーストリア・チロル州のプランゼー社（PLANSEE SE）が100%出資している日本法人。モリブデン・タングステン・タンタル・ニオブなどの高融点金属材料や加工品を製造・販売している。

## 主な製品
- 高融点金属材料
  - モリブデン、タングステン、タンタル、ニオブなどの板材、リボン材、棒材、線材、管材
  - モリブデン系、タングステン系などの合金材料
  - 銅モリブデン、銅タングステンなどのコンポジット材料
- 加工品
  - 液晶用スパッタリングターゲット
  - ハードコーティング用スパッタリングターゲット
  - ショートアークランプ用電極
  - アルミ鋳造用金型
  - CTスキャナー用X線ターゲット
  - プラズマ溶射用ノズル
  - 放熱用ヒートシンク
  - TIG溶接用電極
  - 放電加工用電極
  - ガラス溶解用モリブデン電極